# Komarów-Osada (plaats)
Komarów-Osada is een dorp in het Poolse woiwodschap Lublin, in het district Zamojski. De plaats maakt deel uit van de gemeente Komarów-Osada.